# Calyptis iter
Calyptis iter là một loài bướm đêm trong họ Noctuidae.